# Valdegodos
Valdegodos es una entidad de población y una urbanización situada en la parroquia de Villamartín, del municipio español de Villamartín de Valdeorras, en la provincia de Orense, Galicia.

## Demografía
| Gráfica de evolución demográfica de Valdegodos entre 2000 y 2023 |
|                                                                  |
| Datos según el nomenclátor publicado por el INE.                 |